# Gudaföderskans kyrka, Naklla
Gudaföderskans kyrka (serbisk kyrilliska: Богородичина црква; latinska: Bogorodičina crkva) är en serbisk-ortodox kyrkobyggnad belägen i byn Naklla i kommunen Peja, i västra Kosovo.
Kyrkan är helgad åt Jungfru Maria (Guds moder) och tillhör Raškas och Prizrens stift.

## Historik
Gudaföderskans kyrka i Naklla byggdes år 1985.
År 1999 sattes kyrkan i brand av kosovoalbaner efter ankomsten av italienska trupper från Nato-ledda KFOR.